# Koruna česká
Koruna česká je (od měnové odluky 8. února 1993) měnová jednotka České republiky (se zkratkou Kč a mezinárodním kódem CZK). Dělí se na sto haléřů (zkratka h), které se však pro nízkou hodnotu používají už jen v bezhotovostním styku. Jejím předchůdcem byla od roku 1919 až do roku 1993 (s výjimkou let 1939–1945) koruna československá.

## Měnová odluka

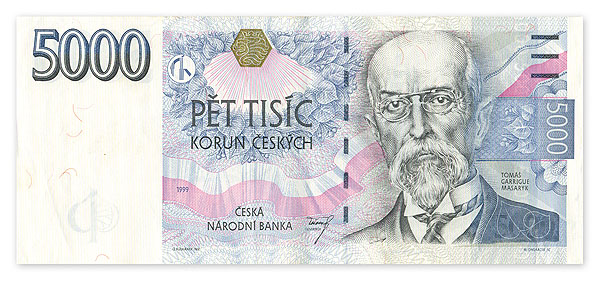
Pětitisícová bankovka, nejvyšší nominální hodnota současné české měny

Od rozdělení Československa 1. ledna 1993 existovala na základě vzájemné dohody měnová unie, v níž byla měnou obou nástupnických států nadále koruna československá (se zkratkou Kčs, mezinárodně CSK). Zákon o České národní bance (ČNB) č. 6/1993 Sb. prohlašuje v § 16 platné bankovky a mince vydané ČNB za zákonné peníze v jejich nominální hodnotě při všech platbách na území České republiky. Další úpravu obsahuje zákon o oběhu bankovek a mincí č. 136/2011 Sb. a prováděcí předpisy.
Název nové české měny stanovil § 13 zákona ČNR č. 6/1993 Sb. ze 17. prosince 1992 o České národní bance. § 56 dále uvádí, že dosavadní platné bankovky a mince Státní banky Československé (SBČS) se považují za zákonné peníze. Přestože zákon nabyl účinnosti 1. ledna 1993, nelze to chápat tak, že již k tomuto datu se stala koruna česká skutečnou zákonnou jednotkou – nebylo dosud vydáno žádné prováděcí nařízení (na rozdíl od ČNB, která skutečně vznikla k 1. lednu 1993).
Po 1. lednu 1993 tedy existovaly dva suverénní státy se dvěma nezávislými centrálními bankami a jednou společnou měnou, kterou byla nadále koruna československá (s ročníkem ražby 1993 dokonce vyšly ještě dvě československé oběžné desetikoruny a tři stříbrné pamětní mince této měny, přestože byly „pro jistotu“ uvedeny do oběhu již koncem roku 1992). Teprve zákonem č. 60/1993 z 2. února 1993 o oddělení měny spolu s nařízením vlády č. 61/1993 Sb. k provedení zákona o oddělení měny a vyhláškou ČNB č. 62/1993 Sb., kterou se provádí zákon o oddělení měny, z téhož dne byla měnová unie ukončena ke dni 8. února 1993 – zanikla tak koruna československá a vznikla samostatná česká koruna a následně i slovenská. Nové měny vycházely z předešlé v poměru 1 Kčs = 1 Kč = 1 Sk, ovšem slovenská koruna rychle oslabila.
První bankovky samostatné české měny (hodnota 200 Kč), rychle připravené před odlukou, byly postupně uváděny do oběhu od 8. února 1993. Bankovky (vyšší hodnoty okolkované, nižší hodnoty neokolkované) a mince zrušené československé měny však nadále zůstaly v platnosti v určeném poměru jako platidla nové měny po několik následujících měsíců v obou státech (nejdéle v ČR mince v nominální hodnotě 2 Kčs a 5 Kčs do 30. listopadu 1993, okolkované bankovky do 31. srpna 1993). Mimo to ještě zůstaly oficiálně v platnosti všechny československé stříbrné mince, vydané v letech 1954–1992 (1993) SBČS (až do 30. června 2000, vyměnit je bylo možné do 30. června 2006).
Během roku 1993 byly uvedeny do oběhu i mince a většina bankovek s typickou soutiskovou značkou ČS. Poslední byla v roce 1996 emitována bankovka 2000 Kč, která měla již kontrolní soutisk ČR, stejně jako následné vzory ostatních bankovek.

## Mince a bankovky české koruny
Na konci roku 2020 bylo v oběhu okolo 2,7 miliardy kusů českých bankovek a mincí v celkové hodnotě asi 709 miliard korun. Do tohoto objemu nebyly započítány pamětní mince a bankovky. O rok dříve byla hodnota peněz v oběhu o 67 miliard nižší.
V roce 2003 byla ukončena platnost mincí o hodnotě 10 a 20 haléřů, 31. srpna 2008 byla ukončena platnost mincí o hodnotě 50 h a bankovky v hodnotě 20 Kč a v březnu 2011 byla ukončena platnost bankovky o hodnotě 50 Kč.
V roce 2019 vyšla pamětní stokorunová bankovka v zlatožluté barvě s portrétem Aloise Rašína, u příležitosti 100. výročí měnové odluky Československa. Oproti spekulacím nenahradila klasický motiv s Karlem IV.

### Mince
Mince 50 Kč byla v roce 1994 vyhlášena v anketě World Coins Mincí roku 1993 v kategorii oběžných mincí.
| Denominace    | Obrázek | Průměr                      | Motiv aversu | Motiv reversu                                   | Tloušťka | Hmotnost | Slitina | Hrana                            | Návrh                        | Uvedení do oběhu |
| ------------- | ------- | --------------------------- | ------------ | ----------------------------------------------- | -------- | -------- | --- | -------------------------------- | ---------------------------- | ---------------- |
| 1 koruna / Kč | 1 CZK   | 20 mm                       | český lev    | zjednodušená Svatováclavská koruna              | 1,85 mm  | 3,6 g    | ocel galvanicky pokovená niklem, magnetická | kulatá, vroubkovaná, 80 vroubků  | Jarmila Truhlíková-Spěváková | 9. 6. 1993       |

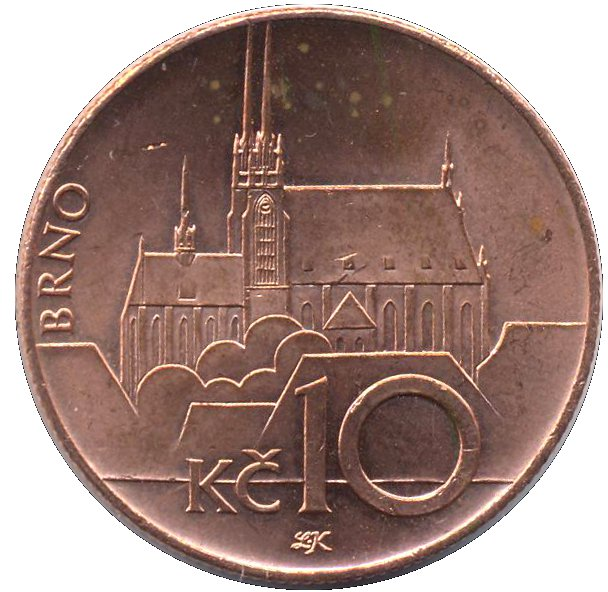
Návrh rubové strany desetikoruny Ladislava Kozáka

| 2 koruny / Kč | 2 CZK   | 21,5 mm                     | český lev    | velkomoravský gombík                            | 1,85 mm  | 3,7 g    | ocel galvanicky pokovená niklem, magnetická | jedenáctihran, zaoblená a hladká | Jarmila Truhlíková-Spěváková | 9. 6. 1993       |
| 5 korun / Kč  | 5 CZK   | 23 mm                       | český lev    | Karlův most                                     | 1,85 mm  | 4,8 g    | ocel galvanicky pokovená niklem, magnetická | kulatá, hladká                   | Jiří Harcuba                 | 9. 6. 1993       |
| 10 korun / Kč | 10 CZK  | 24,5 mm                     | český lev    | pohled na brněnskou Katedrálu sv. Petra a Pavla | 2,55 mm  | 7,62 g   | ocel plátovaná a galvanicky pokovená mědí, magnetická                                                                                                   | kulatá, vroubkovaná, 144 vroubků | Ladislav Kozák               | 12. 5. 1993      |
| 20 korun / Kč | 20 CZK  | 26 mm                       | český lev    | sv. Václav na koni                              | 2,55 mm  | 8,43 g   | ocel plátovaná slitinou mědi a zinku v poměru 750:250 a galvanicky pokovená slitinou mědi a zinku v poměru 720:280, magnetická                          | třináctihran, zaoblená a hladká  | Vladimír Oppl                | 12. 5. 1993      |
| 50 korun / Kč | 50 CZK  | 27,5 mm, z toho střed 17 mm | český lev    | stylizovaný pohled na Prahu                     | 2,55 mm  | 9,7 g    | bimetalická mince, materiál ocel, ve středu plátovaná slitinou mědi a zinku v poměru 3:1, na mezikruží plátovaná a galvanicky pokovená mědí, magnetická | kulatá, hladká                   | Ladislav Kozák               | 7. 4. 1993       |

| Denominace          | Obrázek | Průměr  | Tloušťka | Hmotnost | Slitina                                         | Hrana                                                                                                | Návrh          | Uvedení do oběhu | Konec platnosti |
| ------------------- | ------- | ------- | -------- | -------- | ----------------------------------------------- | --- | -------------- | ---------------- | --------------- |
| 10 haléřů / 0,10 Kč | 10h CZK | 15,5 mm | 1,7 mm   | 0,6 g    | 990 dílů hliníku, 10 dílů hořčíku, nemagnetická | kulatá, hladká                                                                                       | Jiří Prádler   | 12. 5. 1993      | 31. 10. 2003    |
| 20 haléřů / 0,20 Kč | 20h CZK | 17 mm   | 1,7 mm   | 0,74 g   | 990 dílů hliníku, 10 dílů hořčíku, nemagnetická | kulatá – vnitřní strana okraje ve tvaru sedmihranu, vroubkovaná, 90 vroubků                          | Jaroslav Bejvl | 12. 5. 1993      | 31. 10. 2003    |
| 50 haléřů / 0,50 Kč | 50h CZK | 19 mm   | 1,7 mm   | 0,9 g    | 990 dílů hliníku, 10 dílů hořčíku, nemagnetická | kulatá, střídavě hladká a vroubkovaná, vždy šest plošek hladkých a šest vroubkovaných po 7 vroubcích | Vladimír Oppl  | 12. 5. 1993      | 31. 8. 2008     |

Za sběratelskou raritu je považována první emise 10korunových mincí z roku 1993 z hamburské mincovny, která se liší umístěním textu „Kč“. Takových mincí, jejichž cena v aukcích dosáhla i desítek tisíc korun, však zůstávají mezi sběrateli jen nižší stovky a oběhu nejsou údajně žádné.
V roce 2000 byly vydány mince v hodnotě 10 a 20 korun se speciálním (jubilejním) vzhledem – desetikoruna s ozubenými kolečky hodinového strojku a dvacetikoruna s astrolábem.
V roce 2018 byla u příležitosti 100. výročí vzniku Československa vydána emise oběžných mincí v hodnotě 20 korun s vyobrazeními T. G. Masaryka, Milana Rastislava Štefánika a Edvarda Beneše. Datum emise bylo 24. října 2018. V lednu 2019 byla vydána emise taktéž dvacetikorunových mincí s vyobrazeními Aloise Rašína, Viléma Pospíšila a Karla Engliše.

#### Pamětní mince
Kromě oběhových mincí vydává Česká národní banka též pamětní mince, což vyhlašuje ve Sbírce zákonů: stříbrné v hodnotách 200 Kč a 500 Kč a zlaté v hodnotách 1000 Kč 2500 Kč 5000 Kč a 10000 Kč. Zlaté mince jsou vydávány v tematických řadách. Roku 2000 byla vydána mimořádná stříbrná mince se zlatou vložkou a hologramem v nominální hodnotě 2000 Kč. Výrobcem jak oběžných, tak pamětních mincí je Česká mincovna, která je smluvním partnerem České národní banky. V české mincovně byla v prosinci 2018 realizována vysokohmotnostní mince v hodnotě sto milionů Kč. S průměrem přes půl metru je tato česká mince druhou největší na světě. Českou vysokohmotnostní minci představila ČNB veřejnosti 31. ledna 2019 na slavnostní vernisáži výstavy věnované výročí 100 let československé měny na Pražském hradě.

### Přehled českých korun
|      | 1 koruna | 2 koruny | 5 korun | 10 korun | 20 korun | 50 korun |
| ---- | -------- | -------- | ------- | -------- | -------- | -------- |
| 1993 | 102 429  | 80 000   | 70 001  | 69 997   | 54 993   | 35 001   |
| 1994 | 52 162   | 48 670   | 44 875  | 20 677   | 100      | 99,9     |
| 1995 | 40 668   | 30 520   | 20 155  | 20 682   | 101      | 102      |
| 1996 | 35 344   | 15 181   | 5 053   | 20 644   | 101      | 103      |
| 1997 | 15 057   | 15 061   | 41,5    | 49,7     | 8 092    | 41,5     |
| 1998 | 27,6     | 10 458   | 27,6    | 27,6     | 15 727   | 27,6     |
| 1999 | 26,9     | 30,7     | 31,5    | 31,5     | 26 276   | 31,5     |
| 2000 | 9 698    | 27,5     | 28,9    | 10 062   | 15 714   | 28,9     |
| 2001 | 21 813   | 26 119   | 27,5    | 27,5     | 27,5     | 18,5     |
| 2002 | 26 248   | 20 944   | 21 348  | 23,6     | 20 999   | 20,2     |
| 2003 | 15 915   | 20 958   | 25      | 18 750   | 25       | 25       |
| 2004 | 20 999   | 15 662   | 38,9    | 2 259    | 8 253    | 38,5     |
| 2005 | 17       | 17       | 17      | 17       | 9 869    | 17       |
| 2006 | 27 100   | 33       | 25 033  | 33       | 2 099    | 33       |
| 2007 | 14 173   | 30 023   | 23      | 23       | 23       | 23       |
| 2008 | 29 619   | 26 269   | 11 619  | 10 095   | 19,5     | 9 530    |
| 2009 | 38 370   | 25 421   | 19 914  | 10 514   | 14,2     | 36 722   |
| 2010 | 15 007   | 26 057   | 14 714  | 16 814   | 14,2     | 17 213   |
| 2011 | 22 071   | 11 480   | 21,6    | 21,6     | 21,6     | 4 021    |
| 2012 | 19 979   | 14 820   | 29      | 29       | 15 467   | 17 029   |
| 2013 | 19 968   | 15 768   | 9 468   | 7 878    | 1 088    | 18,6     |
| 2014 | 12 124   | 8 416    | 1 166   | 7 363    | 6 275    | 5 217    |
| 2015 | 18 360   | 10 177   | 7 267   | 5 267    | 8 085    | 18       |
| 2016 | 31 514   | 26 262   | 18 915  | 12 612   | 6 313    | 5 261    |
| 2017 | 20 013   | 16 018   | 17 648  | 13 666   | 13 654   | 14 705   |
| 2018 | 31 192   | 37 537   | 12 623  | 18 679   | 15 620   | 10 523   |
| 2019 | 42 963   | 42 881   | 18 903  | 10 494   | 9 608    | 17 796   |
| 2020 | 16 810   | 5 783    | 12 590  | 21 018   | 34 673   | 11 546   |
| 2021 | 19 880   | 22 521   | 12 571  | 6 274    | 1 030    | 22 959   |
| 2022 | 20 973   | 31 532   | 10 518  | 24,9     | 24,9     | 24,9     |
| 2023 | 22,9     | 22,9     | 7 276   | 6 145    | 11 376   | 6 322    |
| 2024 | 26 297   | 43 484   | 14 198  | 10 545   | 51       | 51       |

V roce 2000 převážnou většinu mincí 10 a 20 Kč představovaly mince s motivem milénia (hodinového stroje), standardní motiv (Petrov, resp. svatý Václav) mělo zhruba 25–30 tisíc desetikorun (všechny určeny pro sběratelské sady) a 5 milionů dvacetikorun.

### Bankovky

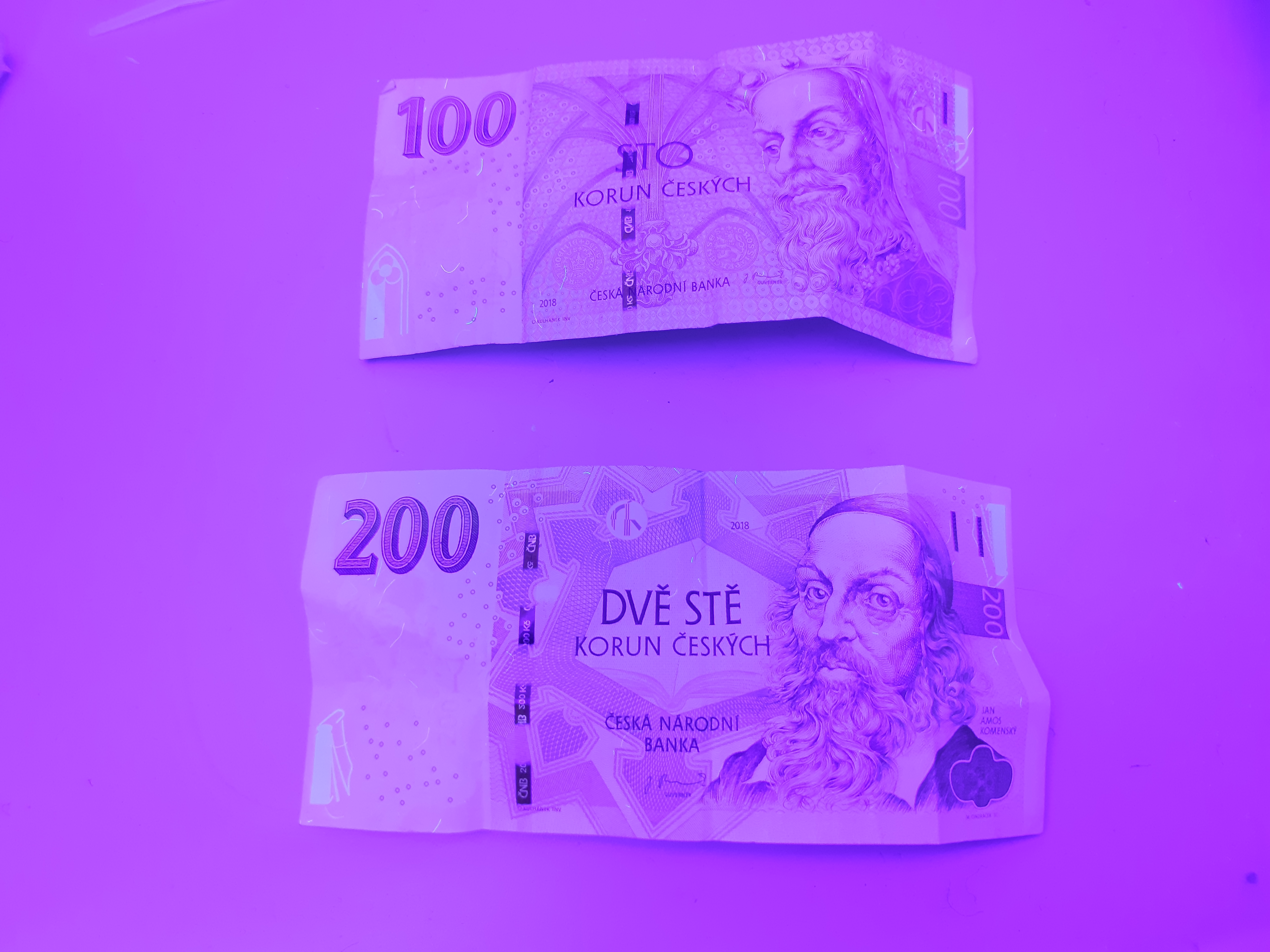
Ochranné prvky bankovek v ultrafialovém záření

Autorem podoby všech bankovek České republiky (vyjma pamětních) je Oldřich Kulhánek. Výrobní cena bankovek se pohybuje od 1,30 Kč (za 50 Kč) do 2,30 Kč (za 5000 Kč). (Zdroj: ČNB)[zdroj?] Bankovky váží cca 1 g.
Tisícikorunová bankovka s novými ochrannými prvky byla v roce 2008 vybrána za světovou bankovku roku.
Bankovky jsou vydávány ve vzorech dle konkrétního roku. Jednotlivé vzory obsahují podpisy guvernérů České národní banky Josefa Tošovského, Zdeňka Tůmy, Jiřího Rusnoka a Aleše Michla. V zastoupení podepsal vzor 1998 bankovky 200 Kč také viceguvernér Pavel Kysilka.
| Denominace      | Vyobrazení aversu | Vyobrazení reversu | Motiv aversu                             | Motiv reversu                                                        | Barevný tón  | Šířka  | Výška | Uvedení do oběhu  |
| --------------- | ----------------- | ------------------ | ---------------------------------------- | -------------------------------------------------------------------- | ------------ | ------ | ----- | ----------------- |
| 100 korun / Kč  | 100CZK obverse    |                    | Karel IV.                                | iniciála K ze zakládací listiny Univerzity Karlovy, pečeť univerzity | světlezelená | 140 mm | 69 mm | 30. června 1993   |
| 200 korun / Kč  | 200CZK obverse    |                    | Jan Amos Komenský, pevnost města Naarden | spojené ruce dospělého a dítěte, kniha s nápisem Orbis Pictus        | oranžová     | 146 mm | 69 mm | 8. února 1993     |
| 500 korun / Kč  | 500CZK obverse    |                    | Božena Němcová                           | ženská hlava (napůl mladá, napůl stará) ověnčená květy a trním       | růžová       | 152 mm | 69 mm | 21. července 1993 |
| 1000 korun / Kč | 1000CZK obverse   |                    | František Palacký                        | Moravská orlice, zámek v Kroměříži                                   | lila         | 158 mm | 74 mm | 12. května 1993   |
| 2000 korun / Kč | 2000CZK obverse   |                    | Ema Destinnová                           | iniciála D, hlava múzy Euterpé, housle a violoncello                 | tmavozelená  | 164 mm | 74 mm | 1. října 1996     |
| 5000 korun / Kč | 5000CZK obverse   |                    | Tomáš Garrigue Masaryk                   | seskupení významných pražských staveb                                | šedá         | 170 mm | 74 mm | 15. prosince 1993 |

| Denominace    | Vyobrazení aversu | Vyobrazení reversu | Motiv aversu      | Motiv reversu                                    | Barevný tón | Šířka  | Výška | Uvedení do oběhu | Konec platnosti |
| ------------- | ----------------- | ------------------ | ----------------- | ------------------------------------------------ | ----------- | ------ | ----- | ---------------- | --------------- |
| 20 korun / Kč | 20CZK obverse     |                    | Přemysl Otakar I. | královská koruna a pečeť Zlaté buly sicilské     | modrá       | 128 mm | 64 mm | 20. dubna 1994   | 31. srpna 2008  |
| 50 korun / Kč | 50CZK obverse     |                    | sv. Anežka Česká  | klenba kostela Sv. Salvátora v Anežském klášteře | červená     | 134 mm | 64 mm | 6. října 1993    | 31. března 2011 |

#### Výroční a pamětní bankovky
Česká národní banka vydala 30. ledna 2019 klasickou oběžní stokorunovou bankovku s přetiskem ke stému výročí měnové odluky od Rakousko-Uherska. Přetisk na bankovce je s výročním logem České národní banky, které obsahuje text a letopočty „ČNB“; „1919“; „100 let“; „Kč“ a „2019“.
Česká národní banka vydala 31. ledna 2019 první pamětní bankovku v nominální hodnotě 100 Kč ke 100. výročí budování československé měny. Tato pamětní zlatožlutá stokoruna o rozměrech 194 x 84 mm s portrétem ministra financí Aloise Rašína byla zhotovena podle návrhu akademické malířky Evy Hoškové. 
Česká národní banka vydala 8. února 2023 klasickou tisícikorunovou bankovku s přítiskem ke třicátému výročí měnové odluky od Slovenska. Přítisk na bankovce je faksimile kolku a výroční logo České národní banky, které obsahuje text „ČNB„, „1993“; „30“ a „2023“.

Výroční a pamětní bankovky
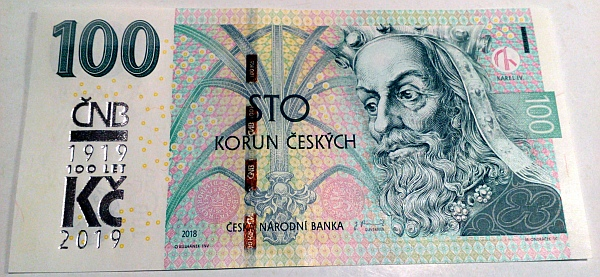
Výroční stokoruna s přítiskem
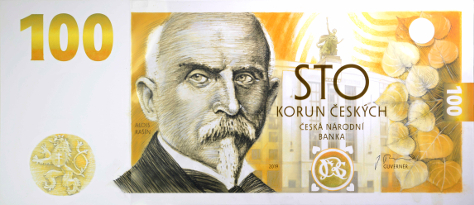
Pamětní stokoruna s A. Rašínem (avers)
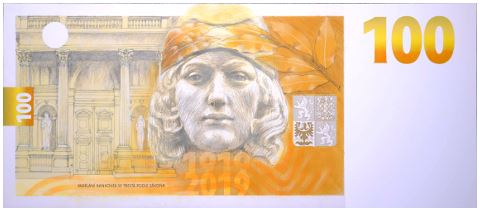
Pamětní stokoruna s A. Rašínem (revers)
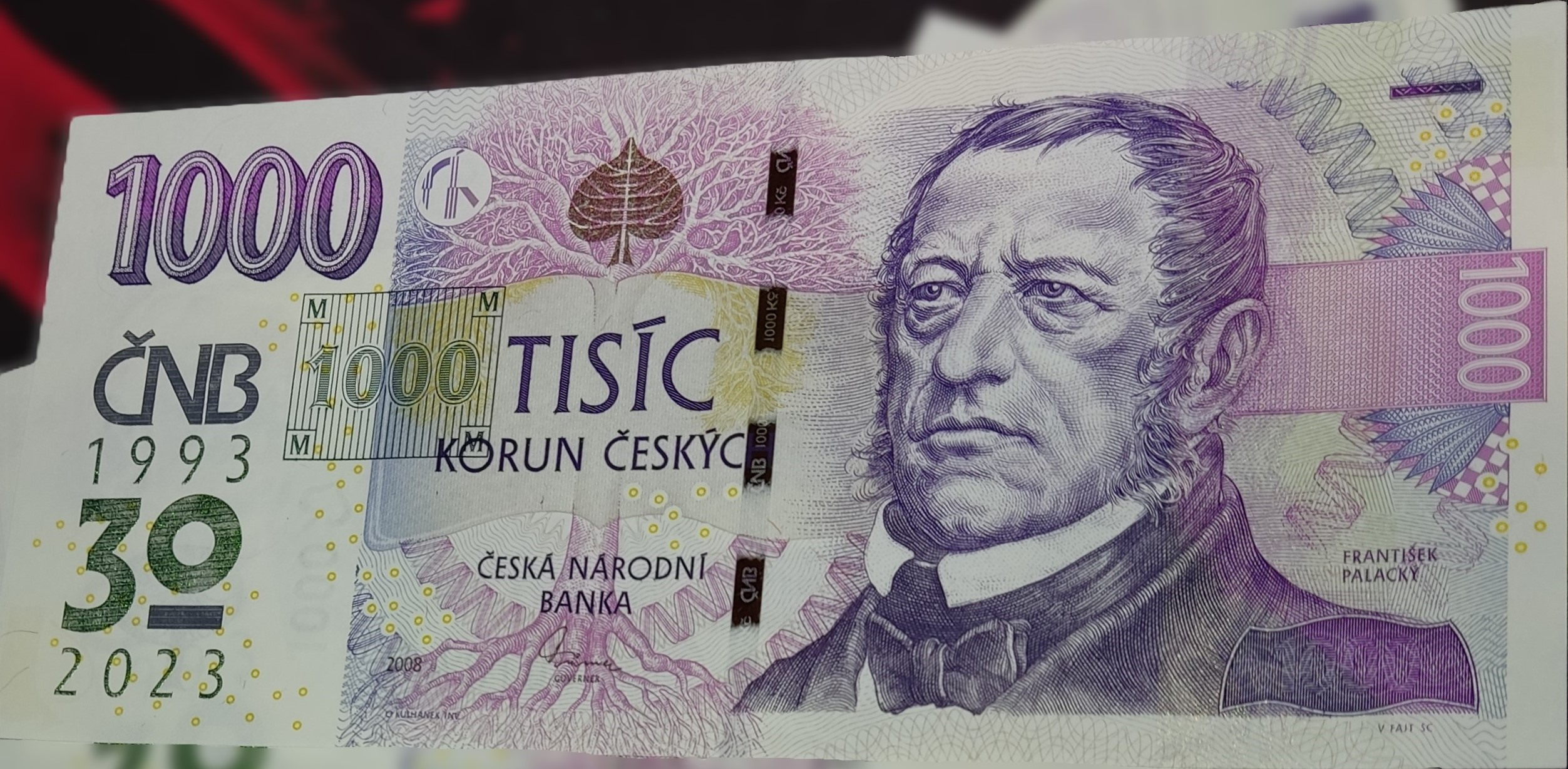
Výroční tisícikoruna s přítiskem

## Směnný kurz

Vývoj kurzu Kč k EUR od roku 1999

Česká koruna byla v roce 2008 nejvíce posilující a poté druhou nejvíce oslabující měnou světa.
Dne 7. listopadu 2013 rozhodla Česká národní banka o intervencích na devizovém trhu (Oslabení koruny v roce 2013), kde se snažila držet kurz koruny vůči euru přibližně na hladině 27 CZK/EUR. Tyto intervence skončily 6. dubna 2017.